# Oxyhammus rubripes
Oxyhammus rubripes är en skalbaggsart som beskrevs av Stefan von Breuning 1978. Oxyhammus rubripes ingår i släktet Oxyhammus och familjen långhorningar. Inga underarter finns listade i Catalogue of Life.